# Гехинген
Гехинген (нем. Gechingen) — община в Германии, в земле Баден-Вюртемберг. 
Подчиняется административному округу Карлсруэ. Входит в состав района Кальв.  Население составляет 3774 человека (на 31 декабря 2010 года). Занимает площадь 14,68 км².